# Langlaufen op de Olympische Winterspelen 2010
Langlaufen is een van de sporten die beoefend werden tijdens de Olympische Winterspelen 2010 in Vancouver. De wedstrijden vonden plaats in het wintersportgebied Whistler Olympic Park.

## Programma
| Datum       | Lokale tijd | MET   | Mannen                      | Vrouwen                     |
| ----------- | ----------- | ----- | --------------------------- | --------------------------- |
| 15 februari | 10:00       | 19:00 |                             | 10 km vrije stijl           |
| 15 februari | 12:30       | 21:30 | 15 km vrije stijl           |                             |
| 17 februari | 10:15       | 19:15 | Sprint klassiek             | Sprint klassiek             |
| 19 februari | 13:00       | 22:00 |                             | 15 km achtervolging         |
| 20 februari | 13:30       | 22:30 | 30 km achtervolging         |                             |
| 22 februari | 10:15       | 19:15 | Teamsprint vrije stijl      | Teamsprint vrije stijl      |
| 24 februari | 11:15       | 20:15 | 4×10 km estafette           |                             |
| 25 februari | 11:00       | 20:00 |                             | 4×5 km estafette            |
| 27 februari | 11:30       | 20:30 |                             | 30 km klassiek (massastart) |
| 28 februari | 09:30       | 18:30 | 50 km klassiek (massastart) |                             |

## Medailles

### Mannen
| Onderdeel              | Goud                                                            | Goud | Zilver                                                                | Zilver | Brons                                            | Brons |
| ---------------------- | --------------------------------------------------------------- | ---- | --------------------------------------------------------------------- | ------ | ------------------------------------------------ | ----- |
| Sprint klassiek        | Nikita Krjoekov                                                 | RUS  | Aleksandr Panzjinski                                                  | RUS    | Petter Northug                                   | NOR   |
| 15 km vrije stijl      | Dario Cologna                                                   | SUI  | Pietro Piller Cottrer                                                 | ITA    | Lukáš Bauer                                      | CZE   |
| 30 km achtervolging    | Marcus Hellner                                                  | SWE  | Tobias Angerer                                                        | GER    | Johan Olsson                                     | SWE   |
| 50 km klassiek         | Petter Northug                                                  | NOR  | Axel Teichmann                                                        | GER    | Johan Olsson                                     | SWE   |
|                        |                                                                 |      |                                                                       |        |                                                  |       |
| Teamsprint vrije stijl | Øystein Pettersen Petter Northug                                | NOR  | Tim Tscharnke Axel Teichmann                                          | GER    | Nikolaj Morilov Aleksej Petoechov                | RUS   |
| 4×10 km estafette      | Daniel Richardsson Johan Olsson Anders Södergren Marcus Hellner | SWE  | Martin Johnsrud Sundby Odd-Bjørn Hjelmeset Lars Berger Petter Northug | NOR    | Martin Jakš Lukáš Bauer Jiří Magál Martin Koukal | CZE   |

### Vrouwen
| Onderdeel              | Goud                                                                 | Goud | Zilver                                                              | Zilver | Brons                                                                 | Brons |
| ---------------------- | -------------------------------------------------------------------- | ---- | ------------------------------------------------------------------- | ------ | --------------------------------------------------------------------- | ----- |
| Sprint klassiek        | Marit Bjørgen                                                        | NOR  | Justyna Kowalczyk                                                   | POL    | Petra Majdič                                                          | SLO   |
| 10 km vrije stijl      | Charlotte Kalla                                                      | SWE  | Kristina Šmigun-Vähi                                                | EST    | Marit Bjørgen                                                         | NOR   |
| 15 km achtervolging    | Marit Bjørgen                                                        | NOR  | Anna Haag                                                           | SWE    | Justyna Kowalczyk                                                     | POL   |
| 30 km klassiek         | Justyna Kowalczyk                                                    | POL  | Marit Bjørgen                                                       | NOR    | Aino-Kaisa Saarinen                                                   | FIN   |
|                        |                                                                      |      |                                                                     |        |                                                                       |       |
| Teamsprint vrije stijl | Evi Sachenbacher-Stehle Claudia Nystad                               | GER  | Charlotte Kalla Anna Haag                                           | SWE    | Irina Chazova Natalja Korosteleva                                     | RUS   |
| 4×5 km estafette       | Vibeke Skofterud Therese Johaug Kristin Størmer Steira Marit Bjørgen | NOR  | Katrin Zeller Evi Sachenbacher-Stehle Miriam Gössner Claudia Nystad | GER    | Pirjo Muranen Virpi Kuitunen Riitta-Liisa Roponen Aino-Kaisa Saarinen | FIN   |

### Medailleklassement
| Plaats | Land        | NOC    | Goud | Zilver | Brons | Totaal |
| ------ | ----------- | ------ | ---- | ------ | ----- | ------ |
| 1      | Noorwegen   | NOR    | 5    | 2      | 2     | 9      |
| 2      | Zweden      | SWE    | 3    | 2      | 2     | 7      |
| 3      | Duitsland   | GER    | 1    | 4      | 0     | 5      |
| 4      | Rusland     | RUS    | 1    | 1      | 2     | 4      |
| 5      | Polen       | POL    | 1    | 1      | 1     | 3      |
| 6      | Zwitserland | SUI    | 1    | 0      | 0     | 1      |
| 7      | Estland     | EST    | 0    | 1      | 0     | 1      |
| 7      | Italië      | ITA    | 0    | 1      | 0     | 1      |
| 9      | Tsjechië    | CZE    | 0    | 0      | 2     | 2      |
| 9      | Finland     | FIN    | 0    | 0      | 2     | 2      |
| 11     | Slovenië    | SLO    | 0    | 0      | 1     | 1      |
| Totaal | Totaal      | Totaal | 12   | 12     | 12    | 36     |

Chamonix 1924 · 
St. Moritz 1928 · 
Lake Placid 1932 · 
Garmisch-Partenkirchen 1936 · 
St. Moritz 1948 · 
Oslo 1952 · 
Cortina d'Ampezzo 1956 · 
Squaw Valley 1960 · 
Innsbruck 1964 · 
Grenoble 1968 · 
Sapporo 1972 · 
Innsbruck 1976 · 
Lake Placid 1980 · 
Sarajevo 1984 · 
Calgary 1988 · 
Albertville 1992 · 
Lillehammer 1994 · 
Nagano 1998 · 
Salt Lake City 2002 · 
Turijn 2006 · 
Vancouver 2010 · 
Sotsji 2014 · 
Pyeongchang 2018 · 
Peking 2022 
Lijst van olympische medaillewinnaars
Alpineskiën · Biatlon · Bobsleeën · Curling · Freestyleskiën · Kunstrijden · Langlaufen · Noordse combinatie · Rodelen · Schaatsen · Schansspringen · Shorttrack · Skeleton · Snowboarden · IJshockey